# Nepeta elymaitica
Nepeta elymaitica là một loài thực vật có hoa trong họ Hoa môi. Loài này được Bornm. mô tả khoa học đầu tiên năm 1911.